# جيف تومسون (كاتب)
جيف تومسون (بالإنجليزية: Geoff Thompson)‏ هو كاتب بريطاني، ولد في 12 يونيو 1960 في كوفنتري في المملكة المتحدة.

## وصلات خارجية
- الموقع الرسمي
- جيف تومسون على موقع IMDb (الإنجليزية)
- جيف تومسون على موقع قاعدة بيانات الفيلم (الإنجليزية)